# Осока ячмениста
{{#ifeq:0|0|{{#if:|{{#if:Carexhordeistichos|[[]}}|}}}}
Осока ячмениста, осока ячменевидна (Carex hordeistichos) — вид трав'янистих рослин родини осокові (Cyperaceae), поширений на півдні Європи, заході Азії, півночі Африки.

## Опис

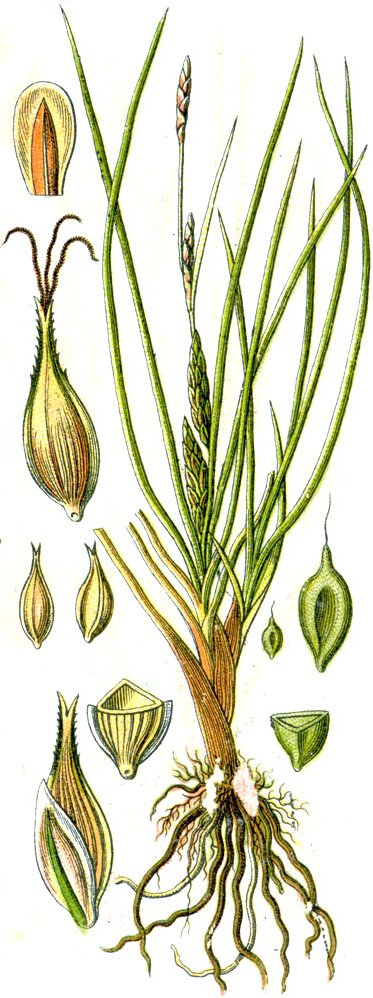

Багаторічна рослина 10–40 см заввишки. Мішечки 6–12(15) мм довжиною, жіночі колоски 2.5–4 см завдовжки, приблизно 1 см ушир; зрілі — світло-бурі.

## Поширення
Європа: Росія, Україна, Молдова, Румунія, Болгарія, Австрія, Чехія, Німеччина, Угорщина, Словаччина, Боснія і Герцеговина, Хорватія, Македонія, Сербія, Франція, Іспанія; Північна Африка: Алжир, Марокко, Туніс; Азія: Вірменія, Азербайджан, Грузія, Росія, Іран, Ірак, Туреччина.
В Україні зростає на вогкуватих луках, біля виходів ключів, на околицях боліт і узбіччях доріг, приморських пісках — у Лісостепу, Степу та Криму (крім Керченської півострова), зрідка. Входить у переліки видів, які перебувають під загрозою зникнення на територіях Вінницької, Запорізької, Львівської, Сумської, Хмельницької областей.